# Plan de Leticia
El Plan de Leticia fue un manifiesto civil promulgado el 27 de agosto de 1932 por los peruanos Oscar Ordóñez y Juan La Rosa Guevara, líderes de la Junta Patriótica Nacional. El documento convocaba a levantarse en armas el 15 de septiembre de 1932 para invadir y recuperar la ciudad de Leticia cedida a Colombia en el Tratado Salomón-Lozano durante el gobierno de Augusto B. Leguía.

## Antecedentes
Tras la firma del Tratado Salomón-Lozano la República Peruana cedía territorios a Colombia, el gobierno peruano no dio a conocer este hecho hasta diez años después, varios civiles de la región fronteriza de Loreto se mostraron inconformes porque lo consideraban un ataque a sus intereses.
El 27 de agosto de 1932 los civiles Oscar Ordoñez y Juan La Rosa Guevara en presencia del teniente coronel Isauro Calderón, el capitán de corbeta Hernán Tudela y Lavalle, los ingenieros Oscar H. Ordóñez de la Haza y Luis A. Arana, los doctores Guillermo Ponce de León, Ignacio Morey Peña, Pedro del Águila Hidalgo y Manuel I. Morey crearon la Junta Patriótica Nacional.
La Junta Patriótica Nacional consiguieron por medio de donaciones y caridad de civiles y militares armamento y recursos necesarios para iniciar la «recuperación del puerto».

## Términos del Plan

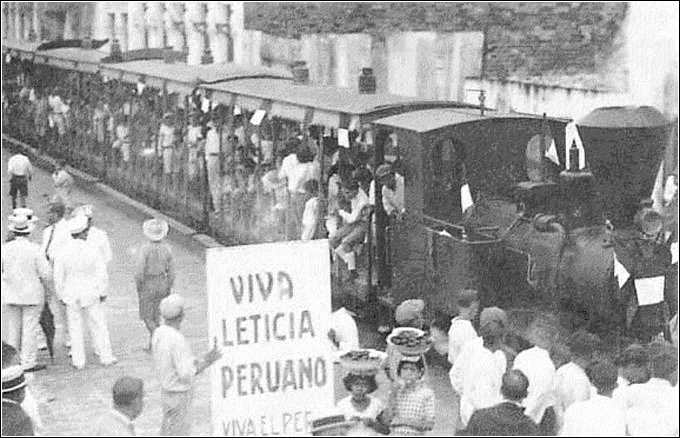
El Plan de Leticia consistía en desconocer el tratado firmado por Perú y Colombia en 1922.

El plan de Leticia consistía en un irredentismo generalizado de Loreto en protesta del Tratado Salomón-Lozano.
El plan se llevaría a cabo de forma pacífica y solamente se utilizaría la fuerza si las autoridades de ocupación mostraban una actitud hostil, se acordó que el movimiento se llevaría acababa solo por civiles para no comprometer al país en general, esto llevó a Juan La Rosa Guevara a renunciar a su nombramiento como alférez para poder participar del plan como un civil más.

## Consecuencias
La ejecución del plan fue adelantada dos semanas antes de lo previsto, logrando un 1 de septiembre de 1932 ocupar el puerto de Leticia, agarrando por sorpresa a los gobiernos de ambos países, paralelamente el nuevo gobierno de Sánchez Cerro acusó de comunistas a los irredentistas y el gobierno colombiano no lo consideró más que un simple error político.